# Fahrradhelm

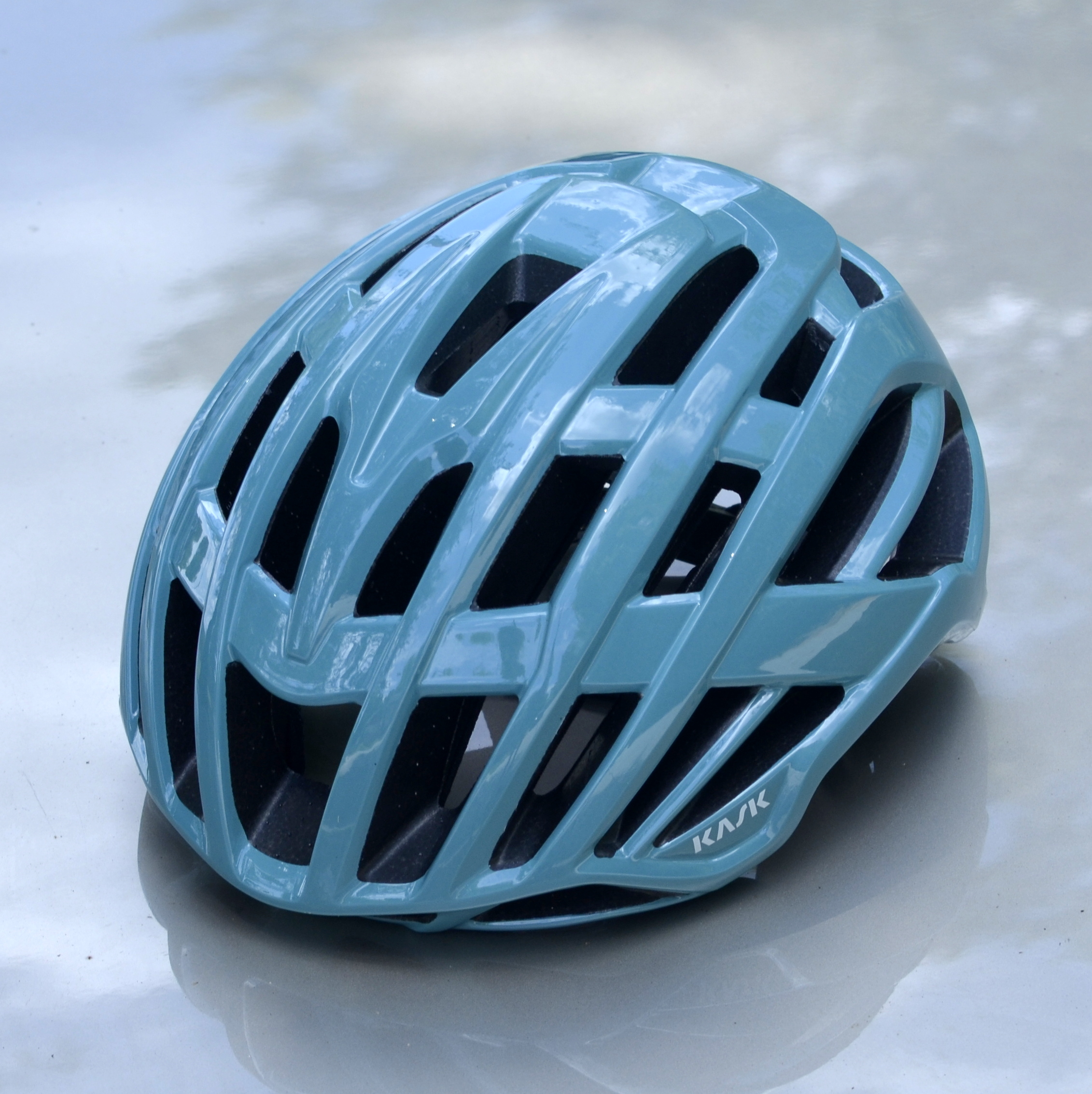
Rennradhelm

Ein Fahrradhelm (schweizerisch auch Velohelm) ist ein Kopfschutz für Radfahrer, der die bei Unfällen auf den Schädel wirkenden Kräfte verringert, um Verletzungen zu verhindern oder abzumildern. Er gehört zu den Einrichtungen der passiven Straßenverkehrssicherheit.

## Geschichte

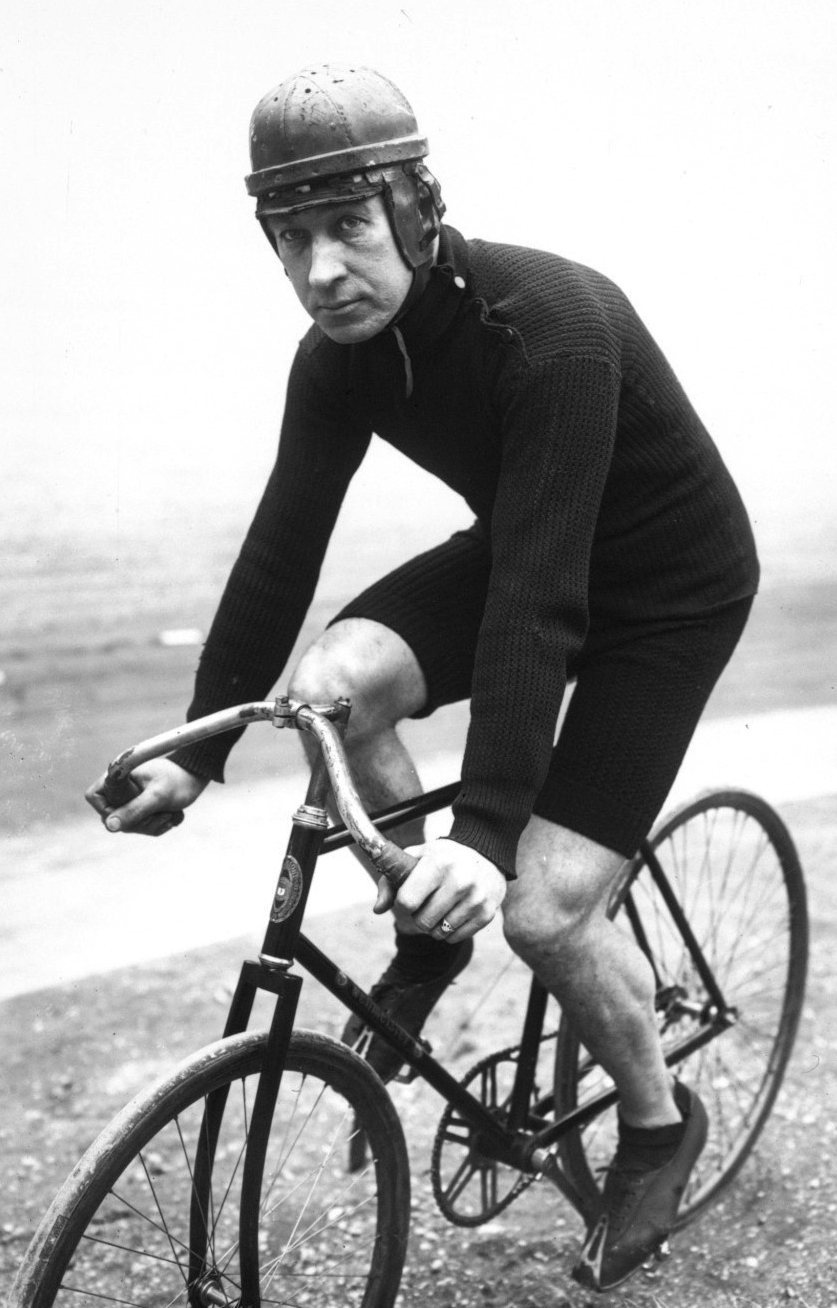
Rennhelm, 1910 (Nat Butler)
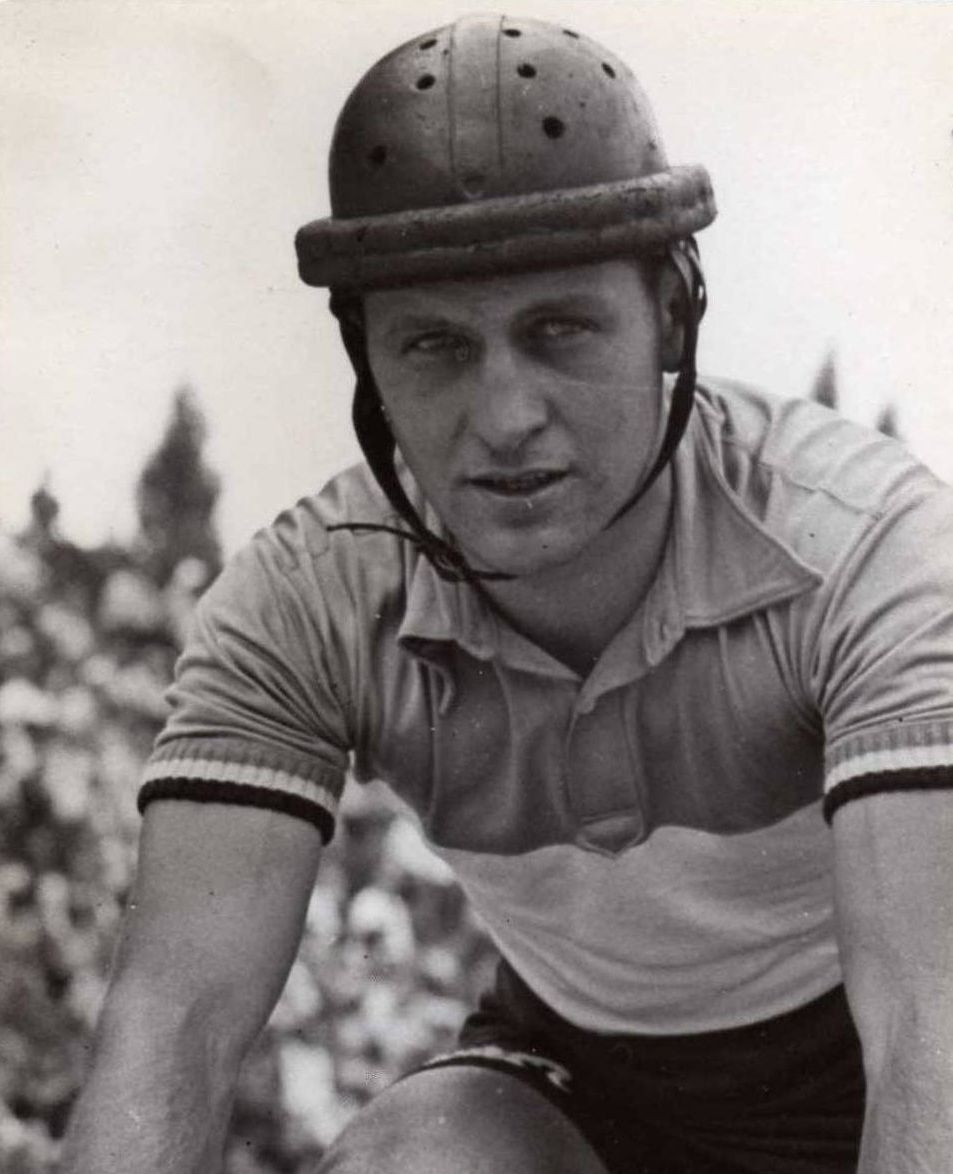
Rennhelm, 1950 (Jean-Jacques Lamboley)
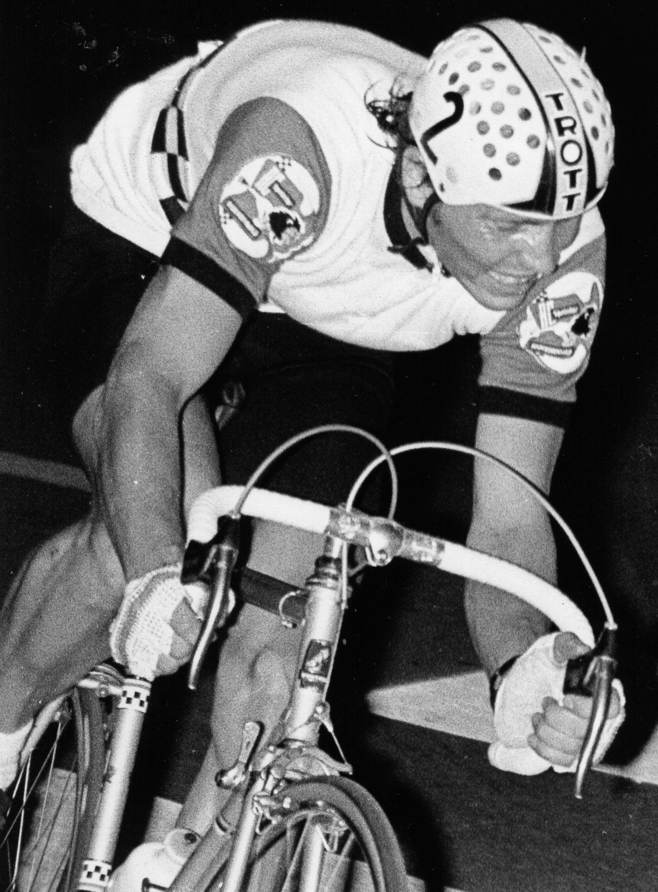
Trott-Helm, 1976 (Wilfried Trott)
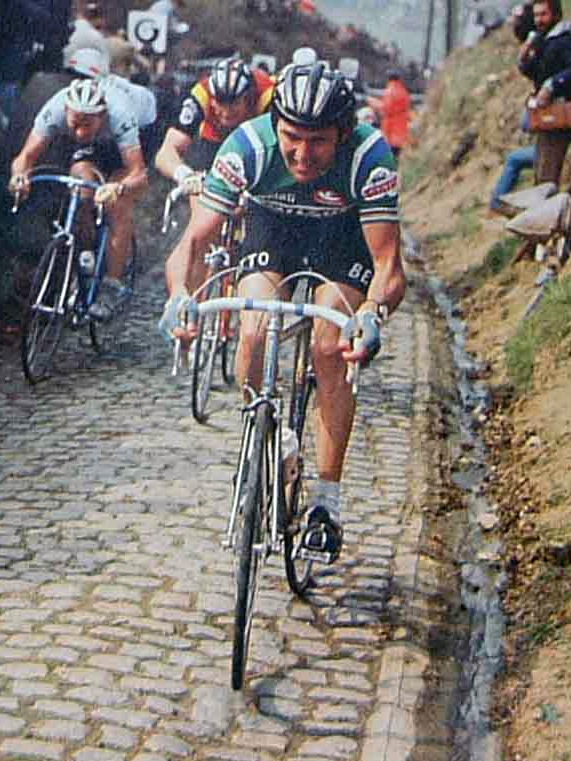
Sturzring, 1978 (Roger De Vlaeminck)
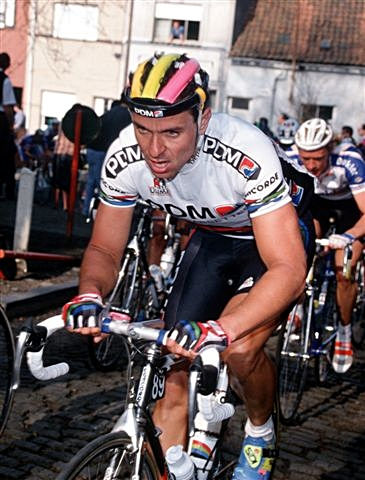
Sturzkappe, 1990/1992 (Uwe Raab)
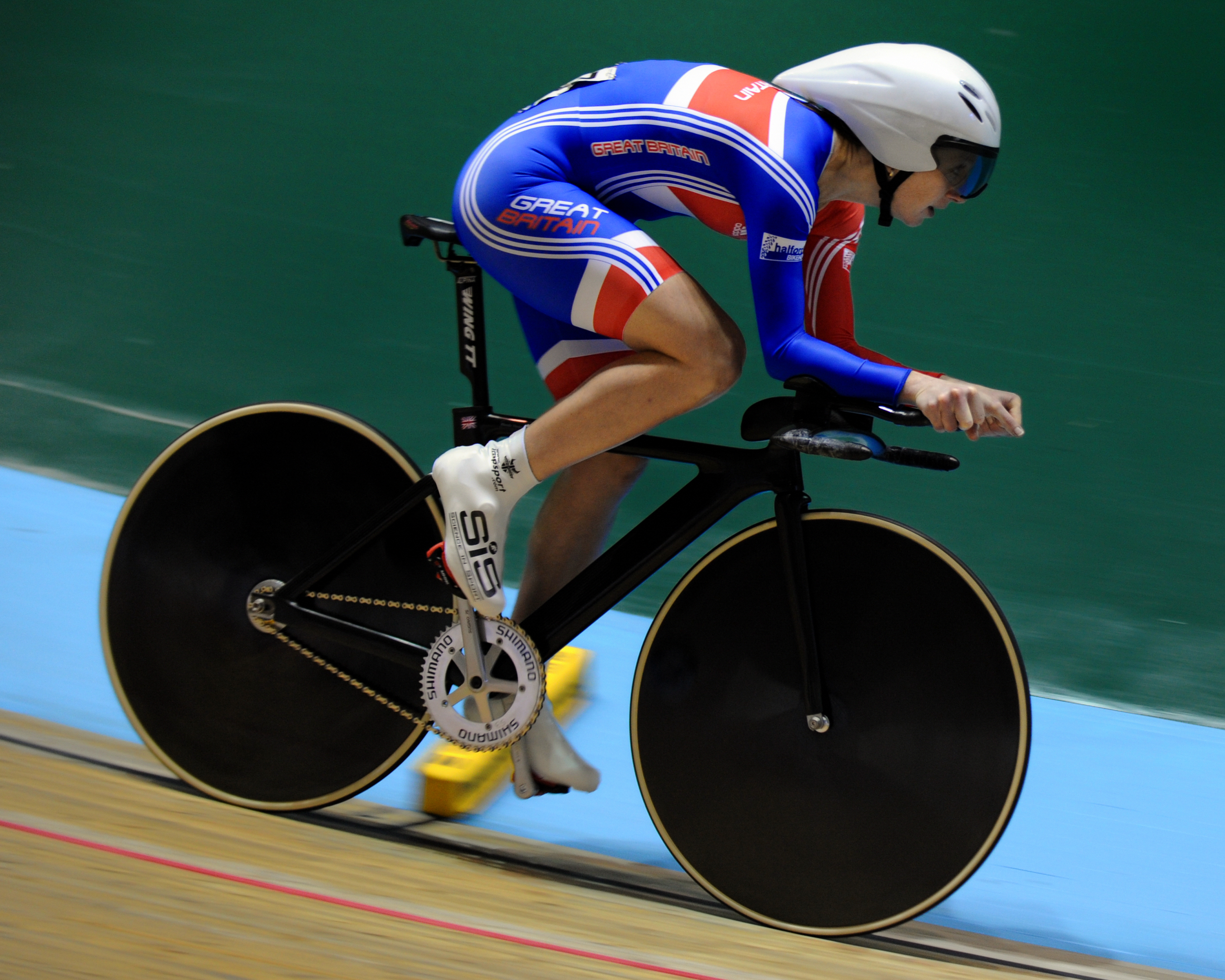
Zeitfahrhelm, 2008 (Wendy Houvenaghel)
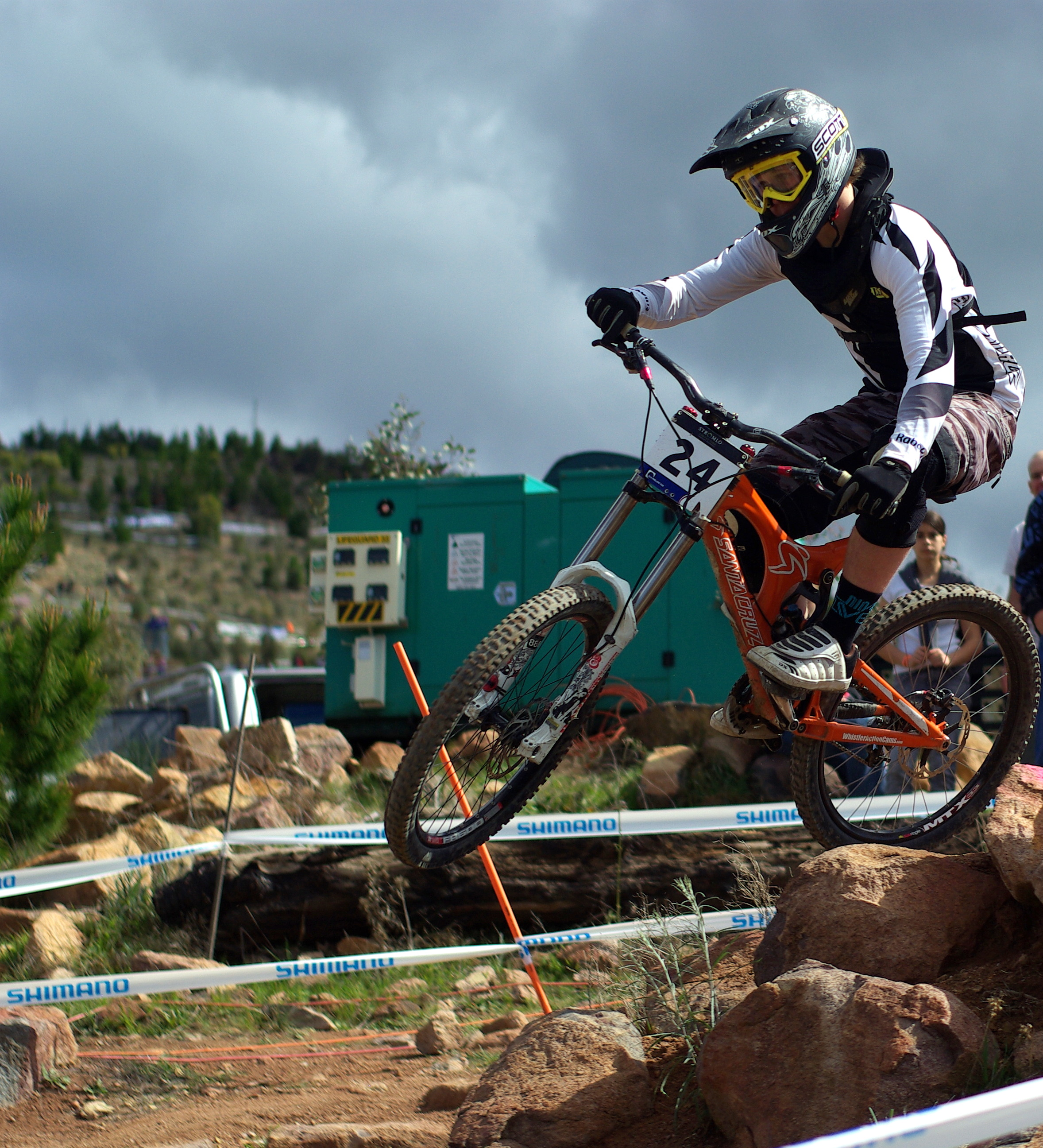
Mountainbiker mit Full-Face-Helm
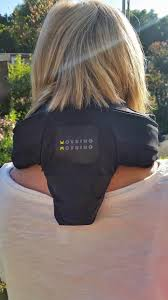
Airbag-Helm, 2014

Radrennfahrer ebenso wie Freizeitradler fuhren ursprünglich ohne Kopfbedeckung oder nur mit einer Schatten spendenden Schirmmütze. Vereinzelt wurden bei Rennen ab etwa 1920 Hartschalenhelme eingesetzt, die den alten Halbschalenhelmen der Motorradfahrer entsprachen.
Von den 1960ern bis in die 1990er Jahre trugen Radsport-Amateure lediglich einen Sturzring (auch: Sturzkappe). Die am Kopf von vorn nach hinten verlaufenden, aus Leder gefertigten gefüllten Schläuche lagen direkt auf dem Kopf auf. Die flexible Konstruktion war, anders als bei Helmen, oft auf kleineres Format knick- oder faltbar. Durch die flexible Bauweise wird für den Sturzring nur eine geringe Schutzwirkung angenommen.
Helme für Breitensportler kamen in den 1970er Jahren auf, in Deutschland war dies insbesondere der 1968 von Karl-Heinz Trott, dem Vater des Amateur-Radrennfahrers Wilfried Trott, entwickelte „Trott-Helm“. Stärkere Verbreitung im Radsport erfuhren Fahrradhelme nach dem Tod Fabio Casartellis durch eine sturzbedingte Kopfverletzung bei der Tour de France 1995 und dann mit der Einführung der Fahrradhelmpflicht durch die UCI im Jahr 2003.
Das Potenzial aerodynamischer Verbesserungen der Kopfumströmung wurde schon früher erkannt und die Gestaltung von Radfahrerhelmen, insbesondere für Zeitfahren und Bahnradrennfahrer, von Windkanalversuchen begleitet. Eine wachsende Verbreitung von Fahrradhelmen außerhalb des Sports stellte sich Ende der 1980er Jahre ein. Die ersten Helmpflichtgesetze gab es Anfang der 1990er-Jahre.
Etwa 2012 kam das MIPS-System (Multi-Directional Impact Protection System) auf den Markt, bei dem sich ein innerer Einsatz des Helmes etwa 1 cm bewegen kann, um Drehbewegungen bei einem Sturz abzufangen.

## Typen
Man unterscheidet zwischen:
Mikroschalen-Helme
haben einen dünnen Kunststoffüberzug und sind am weitesten verbreitet. Sie verfügen über eine glatte Oberfläche, die das Abgleiten vom Untergrund erleichtern soll und haben zudem Lüftungsöffnungen, damit der Träger weniger schwitzt.
Hartschalen-Helme
haben um den Schaumstoff noch einen Überzug aus hartem Kunststoff. Sie sind aufgrund des hohen Gewichts praktisch nur im Downhill-Bereich anzutreffen. Häufig sind sie zudem mit einem Kinnbügel als Gesichtsschutz ausgestattet. Die harte, glatte Oberfläche bietet Schutz gegen mechanische Einwirkung und erleichtert das Abgleiten vom Untergrund.
Weichschalen-Helme
auch englisch Softshell-Helme genannt, bestehen nur aus einer Schale aus Hartschaumstoff. Sie waren vor allem als Kinderhelm verbreitet. Weichschalenhelme entsprechen nicht mehr dem Stand der Technik und sollten nach Expertenmeinung nicht mehr verwendet werden. Die weiche Oberfläche gleitet bei einem Aufprall nicht vom Untergrund ab, was die Gefahr eines Schleudertraumas erhöht.
Airbag-Helme
Der Hövding ist der weltweit erste Airbag für Radfahrer. Das auch als „Airbag-Helm“ oder „unsichtbarer Helm“ rezipierte Schutzsystem wird als Kragen um den Hals getragen. Sensorgesteuert wird ein Sturz des Trägers erkannt und der Airbag innerhalb von 0,1 Sekunden aufgeblasen, der beim Aufprall als eine Art luftgefüllter Fahrradhelm den Kopf schützt. Verschiedene externe Untersuchungen (u. a. der Stanford University) ergaben, dass ein Hövding im Vergleich zu klassischen Fahrradhelmen einen bis zu sechsmal besseren Schutz gewährt.
Aufgrund der Produktionseinstellung des Airbag-Produktes nach der Zurücknahme der Produktszulassung durch die Verbraucherschutzbehörde in Schweden sind diese aktuellen Aspekte bei Sporthelmen dokumentiert. Der Airbag hatte im gesamten Produktionszeitraum nie einen offiziellen nationalen oder internationalen Helmstandard erfüllt. Dem Antrag des Herstellers auf Reduzierung der Anforderungen zum US-Standard wurde nicht stattgegeben.

## Wirkungsweise
Beim Aufprall des Helmes erfüllt der Schaumstoff des Helmes die Funktion einer Knautschzone und nimmt durch Kompression oder Bruch Energie auf. Auf diese Weise wird die auf das Gehirn ausgeübte Beschleunigung vermindert und die Wahrscheinlichkeit eines Bruchs des Schädelknochens herabgesetzt. Bei Hartschalenhelmen verteilt die Schale dabei die Kraft des Aufpralls auf eine größere Fläche, was die Wahrscheinlichkeit einer Fraktur des Schädelknochens ebenfalls verringert. Durch die Funktion einer schützenden Hülle können Abschürfungen, Platzwunden und Prellungen im Bereich unter dem Helm verhindert oder zumindest vermindert werden.
Die Schale des Helmes wird bei modernen Helmen mit einem an mehreren Punkten aufgehängten Kinnriemen und durch flexible Elemente des Helmfutters spielfrei am Kopf fixiert. Ein lockerer Sitz oder ein Verschieben des Helmes, die seine Schutzwirkung beeinträchtigen würden, werden so verhindert. Von falsch genutzten oder nicht richtig angepassten Helmen geht eine geringere Schutzwirkung aus, bzw. sie kann sogar ganz ausgeschaltet werden.
In Unfallsituationen, in denen der Helm auf dem Untergrund oder an Hindernissen entlanggleitet, hat der Gleitreibungskoeffizient der Helmoberfläche einen wesentlichen Einfluss auf die Höhe der auftretenden Kräfte und Momente. Bei Hartschalenhelmen ist dieser Gleitreibungskoeffizient gering, damit die auftretenden Kräfte abgeleitet werden können. Bei Weichschalenhelmen kann eine Verzahnung mit dem Untergrund auftreten, die die auftretenden Kräfte und Momente vor allem das Rotationsmoment enorm ansteigen lässt. Aus diesem Grunde sind die Helmhersteller vom Konstruktionsprinzip Weichschalenhelm abgekommen.
Bedingt durch die Energieaufnahme trägt ein Fahrradhelm beim harten Aufprall bleibende Verformungen davon und sollte nicht weiterverwendet werden, weil er seine Schutzfunktion nicht mehr erfüllen kann. Einige Helmhersteller ersetzen durch Unfall beschädigte oder zerstörte Helme kostenlos, sofern ein Unfall belegt werden kann (z. B. Polizeiprotokoll). Außerdem sollte man auf die Angaben des Herstellers achten, an welchem Datum man den Helm ersetzen soll.

## Mechanische Nebenwirkungen
Ein Radfahrerhelm erhöht die Masse des Kopfes um etwa 5 %, das Trägheitsmoment um den Wirbelsäulenansatz um etwa 10 %, abhängig von der Masse des Helmes und der Masse des Kopfes. Damit werden die aus Beschleunigungen resultierenden Kräfte bei frei beweglichem Kopf größer.
Der Helm vergrößert den effektiven Kopfdurchmesser um etwa 20 %, damit den Hebel äußerer Krafteinwirkungen. Es kommt zu einer Erhöhung der Rotationskräfte durch einen Rollbeitrag im Aufprall. Rotationskräfte sind von entscheidender Bedeutung bei der Entwicklung von schweren Formen eines Schädel-Hirn-Traumas. Insbesondere beim seitlichen Aufprall mit einer horizontalen Geschwindigkeitskomponente werden die einwirkenden Momente auch auf den Halswirbelsäulenansatz deutlich größer. Beides kann zu Verletzungen beitragen oder zu schwereren Unfallfolgen führen.

## Nutzen
Da die Fähigkeit zur Energieaufnahme begrenzt ist, kann ein Fahrradhelm auch nur einen begrenzten Schutz bieten. Die Höhe des Nutzens ist dabei umstritten. Aus einer Untersuchung von über 4000 verletzten Fahrradfahrern bei Unfällen in Stadt und Kreis Hannover zwischen 1985 und 2003, die klinisch behandelte Verletzungen zur Folge hatten, schloss der Autor, dass „konsequentere Helmnutzung und Ausbau von Fahrradwegen […] sinnvolle präventive Maßnahmen“ seien. Von den 4264 Verletzten hatten 78 oder 1,7 % einen Helm getragen. 55 % aller Verletzten „benutzten vor dem Unfall Fahrradwege. 16,8 % der Unfälle ereigneten sich direkt auf Fahrradwegen“. 64,3 % aller Unfälle ereigneten sich an Kreuzungen, Einmündungen oder Grundstückseinfahrten.
Am häufigsten waren Verletzungen der Beine (62 %), meist durch direkte Einwirkung eines Kraftfahrzeuges; In 46 % der Fälle gab es Verletzungen der Arme, bei 21 % des Thorax. In 48 % aller Fälle gab es Verletzungen am Kopf, davon seien bei 68 %, also 32 % aller Unfälle, die Verletzungen „oberhalb des ‚Ohrniveaus‘“ gewesen, „d. h. im Schutzbereich des Helmes“. Die Schwere dieser Verletzungen am Kopf zwischen Hautabschürfung und Schädelbasisbruch wurde nicht angegeben, ebenso wenig die Verteilung der Verletzungen auf Gesicht und den eigentlichen Schädel, genauso wenig die Kombinationen von Verletzungen an den verschiedenen Körperbereichen.
Das britische Verkehrsministerium kam nach Auswertung von 16 Studien zu dem Schluss, dass alle Studien eine Schutzwirkung nachweisen, die Aussagen über das Ausmaß der Schutzwirkung jedoch variieren. Diverse Studien, deren Ergebnisse nicht unwidersprochen geblieben sind, behaupten, dass das Tragen von Fahrradhelmen die Kopfverletzungen um bis zu 88 Prozent reduziere und auch die Todesrate bei Fahrradunfällen senke.
Insofern wird gefolgert, dass Fahrradhelme einen wirksamen und sinnvollen Schutz darstellen. Folglich sei auch die Helmbenutzung eine sinnvolle und wichtige Maßnahme zur Verringerung von Kopfverletzungen. Andere Untersuchungen kamen zu einem Anteil der Kopfverletzungen an allen Verletzungen von Fahrradfahrern von nur etwa 5 bis 10 %. Der Anteil der Verletzungen von Radfahrern an allen Kopfverletzungen liegt mit 1 % deutlich unter dem Anteil von PKW-Insassen (48 %) und Motorradfahrern (13 %).
Die meisten dieser Studien sind allerdings explorative Studien, also keine randomisierten Studien, wie sie etwa die evidenzbasierte Medizin fordert. Ihre Aussagekraft wird daher durch verschiedene statistische Probleme eingeschränkt (siehe etwa cum hoc ergo propter hoc). Es gibt keine Untersuchungen zu der Frage, ob Vielfahrer, also Personen, die regelmäßig und große Strecken mit dem Fahrrad zurücklegen, deshalb auch überdurchschnittlich häufig einen Helm tragen, ebenso wenig zu der Frage, ob Vielfahrer aufgrund ihrer Erfahrung vorausschauender und risikoärmer fahren, und dadurch der Nutzen des Helms relativiert würde.
Unklar ist auch, wie viele Verletzungen, die durch den Helmgebrauch vermieden wurden (Umfallen aus dem Stand, Sturz bei geringer Geschwindigkeit bei Glätte), gar nicht erst in die Statistik gelangen, weil es zu keinem Arztbesuch oder einer Krankenhauseinweisung kam. Es fehlen weiter Untersuchungen zu der Frage (unabhängig von der Frage, ob der Fahrradhelm lebensgefährliche Verletzungen vermeiden hilft), wie viele Fehltage am Arbeitsplatz, z. B. durch eine leichte Gehirnerschütterung, vermieden werden können, also ob der Fahrradhelm einen volkswirtschaftlich messbaren Nutzen hat.
Es gibt auch Studien, die keine wesentliche Schutzwirkung von Fahrradhelmen ergaben. Eine kanadische Studie kommt zu dem Ergebnis, dass sich positive Effekte einer Helmpflicht kaum feststellen ließen und minimal zu sein scheinen. Allerdings wird im Zusammenhang mit der Studie auf die Besonderheit hingewiesen, dass Fahrräder in Kanada vor allem als Sportgerät genutzt würden.
Die bisher größte Übersichtsarbeit zu diesem Thema, welche 40 Studien mit über 64.000 Verletzungsfällen von Radfahrern einschloss, kam zum Schluss, dass das Tragen von Fahrradhelmen die Chance von Kopfverletzungen deutlich reduziere. Schwere und tödliche Kopfverletzungen wurden stärker reduziert als Kopfverletzungen allgemein (Reduktion um 69 % bzw. 65 % gegenüber 51 %). Auch die Chance von Gesichtsverletzungen wurde um 33 % reduziert. Die Autoren konnten keinen Zusammenhang zwischen Nacken- oder Halswirbelsäulenverletzungen und dem Tragen von Fahrradhelmen finden.
Schließlich gibt es auch Vermutungen, dass bei bestimmten Unfallformen Helme das Verletzungsrisiko sogar erhöhen, vor allem durch erhöhte Rotationskräfte. Eine Studie kam zu dem Ergebnis, dass Autofahrer beim Überholen von Radfahrern weniger Abstand lassen, wenn der Radfahrer einen Helm trägt, was das Unfallrisiko erhöht.
Neuere Studien zeigen, dass aufgrund der Steifigkeit der Styroporschale eine Dämpfung relativ schwacher Kräfte durch den Helm nicht geleistet wird, also leichte Schädel-Hirn-Verletzungen wie z. B. eine Commotio Cerebri nicht verhindert wird.

## Normen und Prüfverfahren
Fahrradhelme, die in der Europäischen Union und in der Schweiz auf den Markt kommen, müssen eine Prüfung gemäß der EN 1078 bestehen. Dabei müssen Prüfköpfe mit Massen zwischen 3,1 und 6,1 Kilogramm:
- aus einer Höhe von rund 1,5 Metern auf eine Ebene fallen, die Aufschlagsgeschwindigkeit beträgt dabei 19,5 km/h;
- aus einer Höhe von rund 1,1 Metern zentral auf ein dachförmiges Ziel fallen, die Aufschlagsgeschwindigkeit beträgt dabei 16,5 km/h.

Das Fallziel besteht aus Stahl. Der im Prüfkopf eingebaute Sensor darf in keinem Fall mehr als 250g Beschleunigung messen. Der Prüfkopf muss nach DIN EN 960 gefertigt werden.
Für S-Pedelecs, die bis 45 km/h schnell sein dürfen und für die seit Januar 2017 Helmpflicht besteht, gibt es die in Holland entwickelte europäische Norm NTA 8776 („Nederlands Technische Afspraak“, also „Niederländische Technische Vereinbarung“), sie fordert unter anderem eine größere Kopfschutzfläche und eine höhere Geschwindigkeit als die EN 1078.

## Verbreitung
Eine Erhebung der Schweizer Beratungsstelle für Unfallverhütung (bfu) ergab, dass in den Jahren 2005 bis 2011 jeweils rund 40 % der Schweizer Radfahrer einen Helm trugen. Die Tragquote betrug 1998 erst 15 % und stieg bis 2005 stetig an. Unterdurchschnittlich ist die Tragquote bei jugendlichen Radfahrern (15–29 Jahre) und in der französischen Schweiz.

## Fahrradhelmpflicht
Häufig wird für das Fahrradfahren das Tragen eines Fahrradhelmes empfohlen, so anlässlich des 47. Deutschen Verkehrsgerichtstages oder von den Autoren der Studie Gefahren und Risikofaktoren beim Fahrradfahren in Österreich, welche die ETH Zürich (Eidgenössische Technische Hochschule Zürich) und die Universität St. Gallen im Auftrag der Basler Versicherung durchführten. Allerdings erleiden sowohl Autofahrer als auch Fußgänger im Falle eines Unfalls mit höherer Wahrscheinlichkeit eine Kopfverletzung als Fahrradfahrer, ohne dass es für diese ähnliche Empfehlungen gibt. Unter anderem deshalb ist eine Helmpflicht für das Radfahren im Straßenverkehr umstritten.
Der Anteil der Kopfverletzungen bei Radunfällen beträgt etwa fünf bis zehn Prozent. Befürworter der Helmpflicht sind überzeugt, das Tragen von Helmen schütze bei Unfällen vor Kopfverletzungen. Es wird daher von Radsport-Veranstaltern oft vorgeschrieben. Eine gesetzliche Helmpflicht bewirkt statistisch jedoch auch eine Zunahme des individuellen Unfallrisikos der verbleibenden Radverkehrsteilnehmer vor allem durch Rückgang der Fahrradnutzung, da Ursache schwerer Radunfälle meist Fehler von Kraftfahrern sind und weniger Fahrräder im Straßenbild häufiger übersehen werden („Safety in Numbers“). Sie wirkt darüber hinaus spürbar negativ auf die Fahrradkultur eines Landes.
Auch eingangs im Absatz erwähnte und von der Baloise Group publizierte Studie für Österreich kam zu der Schlussfolgerung:

„Aus den oben genannten Gründen lehnen die Experten die allgemeine Helmpflicht für Fahrrad-Fahrer ab. Eine Helmpflicht wäre sogar kontra-produktiv, da dies zu einer abnehmenden Radnutzung führt, wie internationale Studien belegen. Die verbliebenen Radfahrer mit Helm wären dann eher Gefahren ausgesetzt, da bei wenigen Radlern die Autofahrer Radfahrer öfter übersehen – die Unfallzahlen würden pro Radfahrer steigen. […] Generell erklärt der Experte, dass der Helm zur Sicherheit beiträgt, aber kein Allheilmittel ist, da allein der Helm das Fahrradfahren nicht sicherer macht.“

Weiterhin führt selbst eine geringe Abnahme der Fahrradnutzung zu einem Verlust an Gesundheitsnutzen durch Körperbewegung, der eine mögliche Verringerung des Verletzungsrisikos überkompensiert und in der Summe zu einem schlechteren Gesundheitszustand der Bevölkerung führt.
Ein Helm kann neben einer Schutzwirkung zugleich verschiedene Gefahren entfalten:
- Riskanteres Fahrverhalten durch das vom Helm hervorgerufene Sicherheitsgefühl (Risikokompensation).
- Riskanteres Fahrverhalten anderer Verkehrsteilnehmer, insbesondere geringere Abstände bei Überholvorgängen;[35][36] allerdings stellt eine weitere Analyse derselben Daten diese Theorie in Frage.[37]
- Je nach Unfallhergang ein höheres Verletzungsrisiko; beispielsweise wird diskutiert, ob erhöhte Rotationsbeschleunigungen des Kopfes durch einen Helm das Risiko von Gehirnschädigungen erhöhen.[38] Das Gesicht und insbesondere der Kiefer werden durch einen Fahrradhelm nicht abgedeckt und die Gefahr einer Kieferverletzung könnte erhöht sein.[39] Eine Übersichtsarbeit und Metaanalyse aus dem Jahre 2016 konnte allerdings keine Erhöhung von Gehirn- oder Kieferschädigungen feststellen. Im Gegenteil: Es konnte sogar eine Reduktion des Odds-Ratio um 33 % bezüglich Gesichtsverletzungen gezeigt werden.[16]

### Situation in einzelnen Ländern

Weltweite Verbreitung der Fahrradhelmpflicht
Generelle Helmpflicht
Helmpflicht ohne Bußgeld
Teilweise Helmpflicht
Nur für Kinder
Teilweise lokale Verordnungen
Keine Helmpflicht

#### Albanien
In Albanien besteht eine Helmpflicht für alle Radfahrer.

#### Australien
In Australien wurde im Juli 1990 eine Helmpflicht im Bundesstaat Victoria eingeführt und im Juli 1992 auf das ganze Land ausgeweitet. Nach der Einführung der Helmpflicht ging die Nutzung von Fahrrädern um etwa 20 bis 40 Prozent zurück.

#### Deutschland
In Deutschland gibt es keine gesetzlichen Vorschriften zum Tragen von Radhelmen im Straßenverkehr. Das Mitverschulden an Kopfverletzungen als Unfallfolge aufgrund eines fehlenden Fahrradhelms wird in der Rechtsprechung bei Radfahrern, die zu sportlichen Zwecken unterwegs sind, unterschiedlich bewertet, wobei die Urteile, die ein Mitverschulden feststellten, teilweise juristisch umstritten sind. Radfahrern, die nicht aus sportlichen Gründen das Fahrrad nutzten, wurde in der Rechtsprechung von Oberlandesgerichten und dem Bundesgerichtshof kein Mitverschulden durch einen fehlenden Helm zugewiesen.
So urteilte das Oberlandesgericht Celle im Februar 2014, eine Helmpflicht bestehe höchstens „bei risikobehafteter Fahrweise“. Ein umstrittenes Urteil des Schleswig-Holsteinischen Oberlandesgerichts vom Juni 2013, das einer sich regelgerecht verhaltenden Radfahrerin ein 20-prozentiges Mitverschulden an den unfallbedingten Kopfverletzungen zurechnete, wurde vom Bundesgerichtshof am 17. Juni 2014 aufgehoben.
Die Einführung einer Helmpflicht für Fahrradfahrer ist in Deutschland etwa seit den 1970er-Jahren in der Diskussion. Es wird diskutiert, ob der angenommene höhere Schutz des Verkehrsteilnehmers vor Kopfverletzungen bei Unfällen einen Eingriff in die Entscheidungsfreiheit, einen Helm zu tragen, rechtfertigt. Bei Einführung einer Helmpflicht für Radfahrer wird befürchtet, dass – wie in einigen Staaten Australiens – die Zahl der Radfahrer abnimmt, wodurch die Gefährdung der verbleibenden Fahrradfahrer zunehmen würde.
2007 gab es eine Petition an den Bundestag, die eine Helmpflicht für Fahrradfahrer mit dem Verweis auf den schlechten Zustand der Radwege und auf „Billigfahrräder“ forderte. Diese wurde 2008 vom Bundestag u. a. aufgrund drohender „Überreglementierung“ abgelehnt. Zudem kam der Ausschuss zu dem Schluss: „Viele Radfahrer werden […] daraufhin das Fahrrad nicht mehr wie bisher nutzen, sondern stehen lassen.“
2023 trugen 65 % der Pedelec-Fahrer einen Helm und 35 % der Fahrer von Rädern ohne Elektro-Antrieb.

#### Finnland
Gemäß § 90 des finnischen Straßenverkehrsgesetzes sollten Radfahrer und Fahrradpassagiere im Allgemeinen beim Fahren einen geeigneten Helm tragen. Diese Empfehlung, die seit dem 1. Januar 2003 gilt, ist nicht mit Geldbuße oder Geldstrafe bewehrt.

#### Kanada
In Kanada wurde zwischen 1994 und 2003 in sechs der zehn Provinzen eine Helmpflicht eingeführt.

#### Niederlande
In den Niederlanden gibt es keine Helmpflicht. Die Fahrradverkehrsvereinigung Fietsersbond spricht sich gegen die Einführung einer Helmpflicht aus.

#### Island
In Island wurde 1999 eine grundsätzliche Helmpflicht für Menschen unter 15 Jahren eingeführt.

#### Österreich
Mit Wirkung zum 31. Mai 2011 wurde mit § 68 (neuer) Abs. 6 der österreichischen Straßenverkehrsordnung für Kinder unter 12 Jahren eine Radhelmpflicht eingeführt. Diese gilt beim Selbstfahren des Kindes mit einem Fahrrad, bei Mitnahme auf einem Fahrrad und bei Mitnahme in einem Fahrradanhänger. Die Sorge der Helmtragepflicht des Kindes obliegt der begleitenden bzw. das Kind transportierenden Aufsichtsperson. Mangels Strafbestimmung bleibt jedoch ein Verstoß gegen die Bestimmung sanktionslos. Darüber hinaus wurde mit dieser Bestimmung ausdrücklich ein Mitverschulden nach § 1304 ABGB im Falle eines Unfalles ausgeschlossen, indirekt auch eine Minderung des Schadenersatz bei Mitverschuldenseinwand. Auch bei „sportlich nicht ambitionierten“ Radfahrern stellte der OGH im Jahr 2020 wie bereits 15 Jahre zuvor kein Mitverschulden eines ohne Helm gestürzten Radfahrers fest – wegen „fehlenden allgemeinen Bewusstseins von der Wichtigkeit des Tragens eines Fahrradhelms“.

#### Schweden
In Schweden besteht seit dem 1. Juli 2005 eine Helmpflicht für Radfahrer unter 15 Jahren. Der Anteil Helm tragender Kinder unter 10 Jahren in Wohngebieten ist zwischen 2005 und 2012 von 35 % auf 70 % gestiegen, zur selben Zeit stieg die Helmtragequote für Kinder zwischen 6 und 15 Jahren, die zur Schule fahren, von 37 % auf 59 %. Die Gesamtzahl schwer verletzter Radfahrer (Krankenhausaufenthalt) blieb für dieselbe Periode etwa gleich (~3.000 p. a.), die Zahl getöteter Radfahrer ist von 35 auf 23 gesunken. Für Erwachsene blieb die Helmtragequote zwischen 2007 und 2012 stabil bei 27 %, in dieser Zeit nahm die Gesamtzahl der getöteten Radfahrer von 33 auf 23 ab (Vergleich zu 1998 bei 18 % Helmtragequote: 58).

#### Schweiz
In der Schweiz gibt es keine gesetzlichen Vorschriften zum Tragen von Radhelmen im Straßenverkehr. Im November 2008 hat der Schweizer Bundesrat den Gesetzesentwurf Via sicura in die Vernehmlassung gegeben. Dieses Gesetz würde die Regierung ermächtigen, die Tragpflicht in der Schweiz jederzeit und ohne Parlamentsbeschluss einzuführen. Im Juni 2012 lehnte das Parlament diese Sicherheitsmaßnahme ab. Die Parlamentarier forderten aber einhellig, das Helmtragen zu fördern, unter anderem mit Präventionskampagnen.

#### Slowakei
In der Slowakei besteht generelle Helmpflicht für Radfahrer unter 15 Jahren.

#### Spanien
In Spanien besteht für Fahrradfahrer eine Helmpflicht außerhalb geschlossener Ortschaften (§ 118 RGC). Bei langen Steigungen, extremer Hitze und medizinischer Indikation entfällt die Helmpflicht. Seit dem 1. Mai 2014 besteht zudem eine grundsätzliche Helmpflicht für alle Personen bis zum 16. Lebensjahr.

#### Tschechien
In Tschechien besteht seit dem 1. Juli 2005 eine Helmpflicht für Radfahrer unter 18 Jahren.

#### Außerhalb Europas
Beispiele für Staaten mit Tragepflicht außerhalb Europas sind Neuseeland (landesweit), Australien (in einigen Gebieten) sowie einige Bundesstaaten der Vereinigten Staaten. In den Vereinigten Staaten ist die Helmpflicht auf der Ebene der einzelnen Bundesstaaten, teilweise auch in einzelnen Counties, geregelt. Stand 2011 gab es in 28 Bundesstaaten keine Helmpflicht, in 22 Staaten bestand eine Helmpflicht für Kinder und/oder Jugendliche.